# ارگرسهایم (فرانکن وسطی)
ارگرسهایم (فرانکن وسطی) (به آلمانی: Ergersheim) یک شهر در آلمان است که در نوی‌شتات واقع شده‌است.